# Diecéze Dinajpur
Diecéze Dinajpur je diecéze římskokatolické církve, nacházející se v Bangladéši.

## Území
Diecéze zahrnuje divizi Rangpur nacházející se v severozápadní části Bangladéše.
Biskupským sídlem je město Dinajpur, kde se nachází hlavní chrám katedrála svatého Františka Xaverského.
Rozděluje se do 16 farností. K roku 2013 měla 54082 věřících, 32 diecézních kněží, 27 řeholních kněží, 44 řeholníků a 231 řeholnic.

## Historie
Diecéze byla založena 25. května 1927 brevem Supremi Apostolatus papeže Pia XI. a to z části území diecéze Krishnagar.
Dne 17. ledna 1952 přešla část jejího území k vytvoření diecéze Jalpaiguri.
Dne 21. května 1990 přešla další část jejího území k vytvoření diecéze Rajshahi.

## Seznam biskupů
- Santino Taveggia, P.I.M.E. (1927–1928)
- Giovanni Battista Anselmo, P.I.M.E. (1929-1947)
- Joseph Obert, P.I.M.E. (1948-1968)
- Michael Rozario (1968-1977)
- Theotonius Gomes, C.S.C. (1978-1996)
- Moses Costa, C.S.C. (1996-2011)
- Sebastian Tudu (od 2011)